# Ярмоліч Олександр Миколайович
Олекса́ндр Микола́йович Ярмо́ліч (9 березня 1991 — 31 січня 2015) — молодший сержант 80-ї окремої десантно-штурмової бригади Збройних Сил України, учасник російсько-української війни.

## Короткий життєпис
Народився 9 березня 1991 року в селі Велюнь Дубровицького району Рівненської області. У 2008 році закінчив загальноосвітню школу (нині — навчально-виховний комплекс) в рідному селі, потім — Рівненське вище професійне училище ДДСО при МВС України.
З квітня 2012 року проходив строкову військову службу, потім — військову службу за контрактом у 80-й окремій аеромобільній бригаді.
З серпня 2014 року брав участь в антитерористичній операції на Сході України. Головний сержант-командир міномета.
31 січня 2015-го під час обстрілу терористами з РСЗВ «Град» ТЕС у місті Щастя важко поранений, помер у міській лікарні.
3 лютого 2015 року похований у Велюні. 2—4 лютого 2015 року в Дубровицькому районі оголошені днями жалоби.
Залишились батьки, сестра та дружина.

## Нагороди та вшанування
- Указом Президента України № 311/2015 від 4 червня 2015 року, «за особисту мужність і високий професіоналізм, виявлені у захисті державного суверенітету та територіальної цілісності України, вірність військовій присязі», нагороджений орденом «За мужність» III ступеня (посмертно)[1].
- 25 травня 2015 року в селі Велюнь Дубровицького району на фасаді будівлі загальноосвітньої школи (вул. Шкільна, 4), де навчався Олександр Ярмоліч, йому відкрито меморіальну дошку.
- У вересні 2016 року навчально-виховному комплексу села Велюнь Дубровицького району було присвоєно ім'я Олександра Ярмоліча.
- Вшановується в меморіальному комплексі «Зала пам'яті», в щоденному ранковому церемоніалі 31 січня[2][3].